# Doubravice nad Svitavou
Doubravice nad Svitavou là một chợ huyện thuộc huyện Blansko, vùng Jihomoravský, Cộng hòa Séc.